# Diócesis de Aquipendium

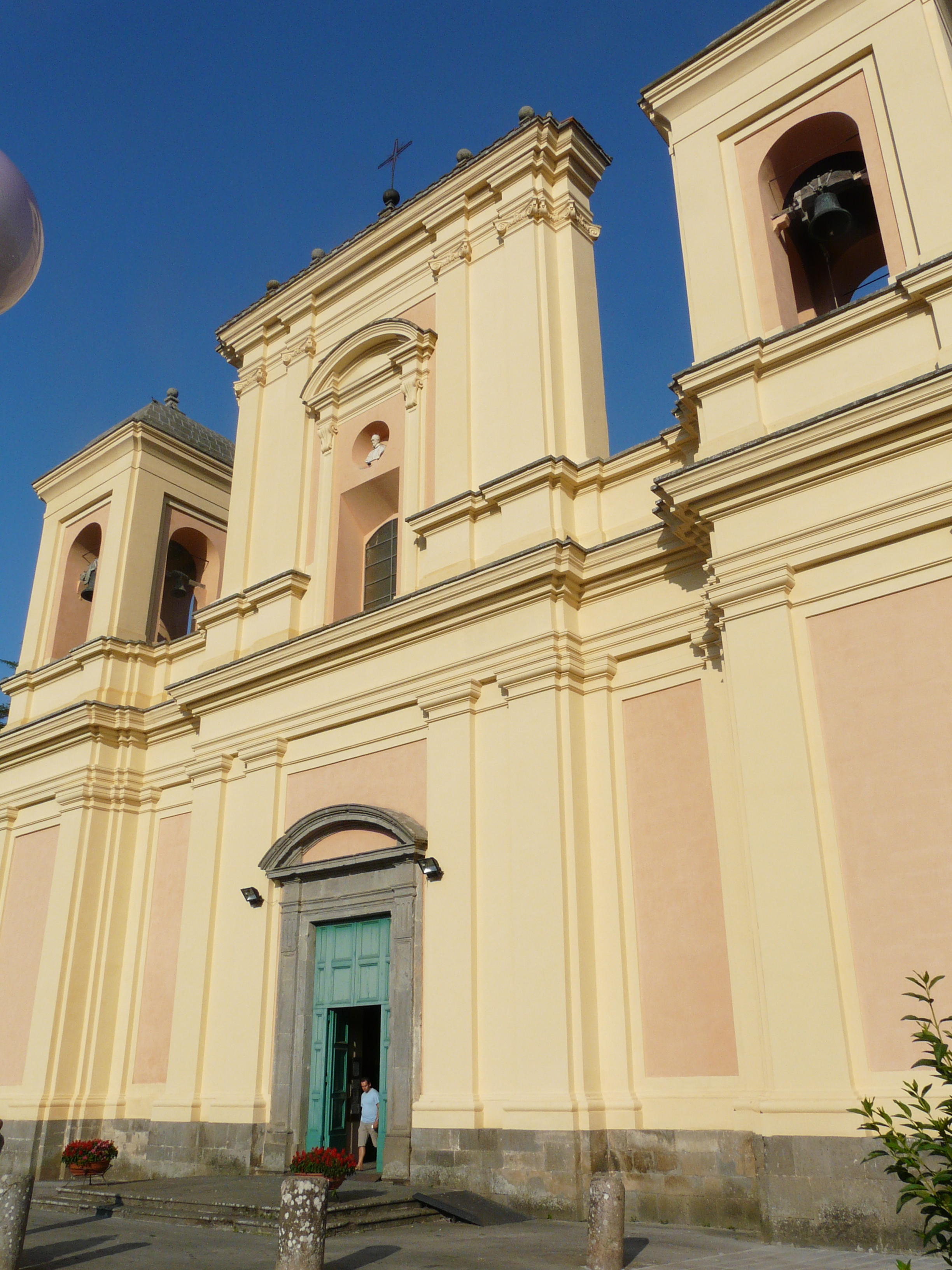
Basílica de San Sepolcro, Acquapendente, Lazio, Italia.

La Sede titular de Aquipendium es una Diócesis titular católica.

## Historia
09/13/1649: Fue establecida como diócesis de Acquapendente el 13 se septiembre de 1649, al fusionar las diócesis de Orvieto y Castro del Lazio, y suprimida en favor de la diócesis de Viterbo el 30 de septiembre de 1986. En marzo de 1991 fue recuperada como sede titular.

## Episcopologio
- Jan Styrna (22 de junio de 1991 - 2 de agosto de 2003)
- Renato Boccardo (29 de noviembre de 2003 - 16 de julio de 2009)
- Pietro Parolin (17 de agosto de 2009 - 22 de febrero de 2014)
- Fabio Fabene (desde el 8 de abril de 2014)